# Christiane Collange
Pour les articles homonymes, voir Collange.
Pour les autres membres de la famille, voir Famille Servan-Schreiber.
Christiane Collange, née Servan-Schreiber le 29 octobre 1930 à Paris et morte le 25 octobre 2023 à Saint-Valery-en-Caux (Seine-Maritime), est une journaliste et écrivain française.

## Biographie

### Famille et formation
Fille d'Émile Servan-Schreiber et de Denise Brésard (1900-1987), Christiane Collange obtient son diplôme de l'Institut d'études politiques de Paris,.
Elle se marie trois fois, son premier époux est Jean-François Coblence, son deuxième est le journaliste Jean Ferniot et le troisième est Jean Ravel.
Elle a quatre fils : Jean-Marc et Jean-Christophe Coblence, Simon et Vincent Ferniot.
Après la mort de Jean-Jacques Servan-Schreiber en 2006, elle publie un hommage.

### Carrière
Christiane Collange choisit le pseudonyme de Collange lorsqu'elle entre à Madame Express, fondé à l'initiative de Françoise Giroud. À l'âge de 23 ans, elle devient cheffe de rédaction de Madame Express et exerce cette fonction jusqu'en 1969. Françoise Giroud lui donne la recommandation : « Surtout, ne faites pas de journalisme féminin ».
Elle est rédactrice en chef de L'Express et du Jardin des modes, chroniqueuse pour Elle, Europe 1 où elle est la première femme journaliste engagée en 1970, Télématin et de La Chaîne Info[source secondaire souhaitée].
En mars 1992,elle présente un reality show sur TF1 nommé La vie continue ,une émission donnant la parole à des femmes et des hommes dont la vie a été bouleversée par un accident ou une catastrophe. 
Christiane Collange est, en outre, auteure de nombreux livres. Ceux-ci ont surtout pour sujet la vie des femmes et leur libération ainsi que la famille et les relations entre les générations dans la société contemporaine.
Elle est membre du comité d'honneur de l'Association pour le droit de mourir dans la dignité (ADMD).

### Mort
Christiane Collange meurt le 25 octobre 2023 à Saint-Valery-en-Caux, à l'âge de 92 ans. Elle est inhumée au cimetière de Veulettes-sur-Mer aux côtés de sa famille.

## Livres
Dans un de ses premiers livres, Madame et le management (1969), elle présente l'idée de « l'application des méthodes managériales à la bonne marche de l'entreprise famille », illustrée plus tard par une interview vidéo.
Concernant son livre Chers enfants (1987), Christiane Collange explique qu'elle ne connaissait pas, à la maternité et à l'éducation des enfants, « meilleure façon de trouver un sens à sa vie, une raison d'être né(e), une excuse à la mort ». Elle fait des réflexions sur les différents rôles et relations dans la famille. Par exemple, dans Nous, les belles-mères (2001), elle écrit sur le rôle de la belle-mère et les particularités de la relation entre belle-mère et belle-fille.
Son ouvrage  La Deuxième Vie des femmes (2004) prend pour thème la vie des femmes après la ménopause, l'arrivée des petits-enfants et la retraite, phase de vie qui devient plus importante grâce à une longévité croissante, que les femmes, souligne Collange, vivent souvent sans leur conjoint, et qu'elle appelle - en référence à l'adolescence - la « maturescence ».

## Distinctions

### Prix
- Prix Vérité (1990) : Moi ta fille - Éditions Fayard.

### Décoration
- Officier de l'ordre des Arts et des Lettres, au titre de « journaliste, écrivain » (janvier 2011)[16].

## Publications
- Le Jeu des sept familles : Pour une cohabitation harmonieuse entre les générations, Robert Laffont, Paris, 2011, 230 p.  (ISBN 978-2221116784)
- Pitié pour vos rides, Robert Laffont, Paris, 2009, 198 p.  (ISBN 978-2221111239)
- Sacrées Grands-mères !, Robert Laffont, Paris, 2007, 237 p.  (ISBN 978-2-221-10685-3)
- La Deuxième Vie des femmes, Pocket, 2006, 280 p.  (ISBN 978-2266161282) / Christiane Collange, La deuxième vie des femmes, Robert Laffont, Paris, 2004, 296 p.  (ISBN 978-2744187209)
- Nous, les belles-mères, Fayard, 2001, 292 p.  (ISBN 978-2213608549)
- Merci, mon siècle, Fayard, 1998, 320 p.  (ISBN 978-2213600567)
- Toi mon senior, Fayard, 1997, 288 p.  (ISBN 978-2213598444)
- La Politesse du cœur, Stock, 2001, 360 p.  (ISBN 978-2234026117) / Christiane Collange, La Politesse du cœur, Le Livre de Poche, 1995, 349 p.  (ISBN 978-2253138600)
- Christiane Collange et Claire Gallois, La Grosse et la Maigre, Éditions Albin Michel, 1994, 176 p.  (ISBN 978-2226069627)
- Dessine-moi une famille, Fayard, 1992, 314 p.  (ISBN 978-2213027227)
- Nos sous, Fayard, 1989, 291 p.  (ISBN 978-2213021782)
- Chers enfants, Le Livre de Poche, 1988, 256 p.  (ISBN 978-2253045212) / Christiane Collange, Chers enfants, Fayard, 1987, 333 p.,  (ISBN 978-2213018713)
- Moi, ta fille, Le Livre de Poche, 1991, 184 p.  (ISBN 978-2253057895) / Christiane Collange, Moi, ta fille, Fayard, 1990, 228 p.  (ISBN 978-2213024622)
- Moi, ta mère. Ce que les parents n'osent pas dire - Ce que les jeunes ne veulent pas entendre, Éditions Fayard, 1985 / Christiane Collange, Moi, ta mère, Fayard, 1985, 223 p.  (ISBN 978-2724226621)
- Le Divorce-boom, Fayard, 1983, p.  (ISBN 978-2724217919)
- Ça va les hommes ?, Grasset, 1980, 239 p.  (ISBN 978-2246254317)
- Je veux rentrer à la maison, Le Grand Livre du mois, Humerus - Graset, 1978, 188 p.
- Madame et le Bonheur, Le Livre de Poche, 1976, 218 p.  (ISBN 978-2253011958)
- Madame et le Management – Une femme organisée en vaut deux, Fayard, version 2001, 219 p.  (ISBN 978-2213612676) / Christiane Collange, Madame et le management – Une femme organisée en vaut deux, Tchou, 1969
- La Plus Mignonne des petites souris. les albums du père castor, Flammarion, 1965
- La Française d'aujourd'hui - 2 - la femme et l'amour, Éditions Julliard, 1961

## Pour approfondir